# Дон Карлос (опера)
Дон Карлос (итал. Don Carlo, фр. Don Carlos) опера је у пет чинова (у коначној италијанској верзији, четири чина с прологом) Ђузепеа Вердија.

## Либрето
Жозеф Мери (Joseph Méry) и Камиј ди Локл (Camille du Locle) према истоименој драми Фридриха Шилера (Friedrich Schiller). За италијанску верзију, либрето прерадио Камиј ди Локл, уз превод Ахила де Лозијереа (Achille de Lauzières) и Анђела Занардинија (Angelo Zanardini).

## Праизведба
- Француска верзија (5 чинова)

11. март 1867, Париз, Opéra
- Италијанска верзија (4 чина)

10. јануар 1884, Милано у Teatro alla Scala.

## Ликови и улоге
| Филип II (Filipo II)                                | краљ Шпаније              | бас        |
| Елизабет де Валоа (Elisabeth de Valois)             | његова жена               | сопран     |
| Дон Карлос (Don Carlo)                              | његов син, инфант Шпаније | тенор      |
| Принцеза Еболи (La principessa Eboli)               | шпанска племкиња          | мецосопран |
| Родриго, маркиз од Позе (Rodrigo, marchese di Posa) | шпански племић            | баритон    |
| Велики Инквизитор (Il Gran Inquisitore)             |                           | бас        |
| Гроф Лерма (Conte di Lerma)                         |                           | тенор      |
| Грофица од Аремберга (Contessa di Aremberg)         |                           | нема улога |
| Тебалдо (Tebaldo)                                   | краљичин паж              | сопран     |
| Стари фратар                                        | у ствари дух Карла V      | бас        |
| Глас са неба                                        |                           | сопран     |

фламански депутати, господа и даме, народ, пажеви, стража, монаси, официри Инквизиције, војници, осуђени јеретици (хор)

## Место и време
Шпанија и Француска око 1560.

## Верзије
Постоји више верзија ове опере. Већ друга представа, два дана након праизведбе, се разликовала од премијерне верзије. Прва италијанска верзија је представљена у Напуљу 1872, верзија без првог чина у Милану 1884, а италијанска верзија у пет чинова, односно у четири чина са прологом, без балета, у Модени 1886.
Данас се најчешће изводе две верзије, француска из 1867. и италијанска из 1884, иако се и друге ревизије могу срести. Снимци свих верзија, као и њихове комбинације, се могу наћи у извоћењу познатих певача и диригената.

### I чин
Француска. Шума код Фонтенблоа. Током примирја из 1559. у рату између Шпаније и Француске, изасланици Филипа II долазе на француски двор. Као залог миру, краљ Шпаније је верио свог сина, Дон Карлоса, са Елизабетом де Валоа, иако се њих двоје никада нису срели. Елизабета сусреће свог вереника случајно, када се изгуби у лову и њих двоје се заљубљују на први поглед. Али, све то пада у воду када се из политичких разлога сам Филип венчава са Елизабетом.

### II чин

#### Сцена I
Самостан Сан Јусте. Карлос не може да заборави љубав према Елизабети. Неутешан, он долази у самостан Сан Јусте на гроб свог деде, цара Карла V. На том месту фратри више цене небески мир од светске славе, и ту се среће са маркизом од Позе, који је дошао из Холандије где Шпанска Инквизиција влада челичном руком и гуши сваки отпор. Родриго зна да Карлос, његов пријатељ из детињства, над свим цени мирно решење сукоба и нада се да ће успети да му скрене мисли са Елизабете на ослобођење Фландрије.

#### Сцена II
Околина самостана Сан Јусте. Родриго доноси Елизабети писма француске краљице и моли је да искористи свој утицај на Карлоса да га заинтересује за политику. Она пристаје, и среће се са њим. Ипак, љубав према њему је скреће са теме. Она, свесна свог положаја и одговорности, успева да се прибере и даје Карлосу храброст да и он истраје. Изненада долази краљ и налази своју жену саму, и отпушта дворску даму која је требало да буде са њом. Елизабета се одлучно супротставља Филипу. У свађи се презриво односи према Шпанији и одлази. Филип у сусрету са Родригом покушава да поврати његово поверење опраштајући му све претходне непослушности двору, али Родриго не жели ништа за себе већ тражи од краља да дâ слободу народу Фландрије. Филип је задивљен овако великом храброшћу и оданости. Он поверава Родригу да је љубоморан на сопственог сина и да сумња на Елизабету, даје му пуну политичку моћ и упозорава га на Инквизицију.

### III чин

#### Сцена I
Врт палате у Мадриду. Елизабета не жели да иде на приређени маскенбал и даје своју хаљину, драгуље и маску принцези Еболи. Она сама је дубоко заљубљена у Карлоса и шаље му поруку, намамивши га у врт. Карлос је уверен да говори са краљицом, али након љубавних речи, маска је разоткривена. Карлос је открио своју тајну страст, Еболи је понижена и њена љубав се претвара у мржњу. Случајно је Родриго био сведок овоме и жели да убије принцезу, чије знање је сада врло опасно. Али, прво тражи од Карлоса да му преда све инкриминишуће документе.

#### Сцена II
Испред Валадоидске катедрале. Инквизиција спрема јавно погубљење јеретика. Маса се скупила, а јеретици су доведени пред краља. Филип обнавља свој завет да ће искоренити јерес. Улазе депутати из Фландрије које предводи Карлос и моле за милост за намучену земљу и народ. Карлос сам тражи да буде послат у Фландрију, али краљ одбија и отпушта га. Карлос у бесу потеже мач на оца, а он га даје ухапсити. Када се нико не усуди да од Инфанта узме мач, Родриго то чини, надајући се да ће смањити штету коју је направио један тако бесмислен и страствен поступак. Почиње спаљивање јеретика. Док неки задовољно гледају, други склањају поглед и пате због тога. Глас са неба објављује да ће невине жртве мучења наћи небески мир.

### IV чин

#### Сцена I
Краљеве одаје у Мадриду. Филип је провео још једну бесану ноћ мучен љубомором, самоћом и осећајем немоћи. Схвата да га Елизабета никада није волела. По позиву долази Велики Инквизитор, слепи старац, којег Филип пита да ли је, у било ком случају, у реду да отац да убити сина. Инквизитор истиче пример жртве Исусове, тако изврћући хришћанску идеју о искупљењу у сушту супротност, злочиначки чин зарад очување земаљске власти. Он нуди Филипу опрост за убиство Карлоса, а за узврат тражи да му краљ преда маркиза од Позе, чије је деловање Инквизитор одавно пратио. Узалуд Филип покушава да сагледа све са хуманијег аспекта, тврдећи да му је Поза потребан као сарадник; као владар, пристаје јер му је Црква потребна да одржи власт.
Елизабета открива да јој је украден ковчег са накитом, који је Еболи послала Филипу. Филип га отвара и налази медаљон који је Карлос поклонио Елизабети у Фонтенблоу када су се обећали једно другом и оптужује је за неверство. Видевши краљицу невино оптужену, Еболи признаје своју кривицу и Елизабета је протерује са двора. Еболи зна за смртну пресуду коју је Филип издао за Карлоса и одлучује да га спасе.

#### Сцена II
Тамница. Родриго се опрашта од Карлоса. Написао је писмо којим себе оптужује за подстицање побуне и за узимање тајних преписки од Карлоса за злочиначким намерама. Освета разочараног краља је брза и окрутна: метак рањава Родрига. Умирући, говори Карлосу о краљичиним намерама да га види још једанпут пре него што он оде за Фландрију. Краљ долази у тамницу да ослободи сина, верујући да је Родриго издао и њега. Карлос му сасипа истину у лице. Група коју је довела Еболи долази да спасе Карлоса успева да га извуче из тамнице. Само појава Инквизитора спречава ширење побуне.

### V чин
Самостан Сан Јусте. Родриго је Карлосу пренео да ће се наћи са Елизабетом код гробнице Карла V. Елизабета га преклиње да буде пажљив у тражењу слободе за Фландрију. Сада је, напокон, Карлос довољно зрео да се прихвати политичке мисије, али је дуго био неодлучан и његово признање над телом мртвог пријатеља је било превише откривајуће. Инквизиција тражи његову одговорност. Тада се појављује стари монах који спашава Карлоса. И Инквизитор и Филип се повлаче у страху, јер монах говори гласом Карла V, Филиповог оца, који се одрекао земаљске власти зарад небеског мира.

## Познате музичке нумере
- Io la vidi e al suo sorriso (Ја је видех и њен ми осмех...) – Карлосова арија (I чин)
- Dio, che nell'alma infondere (Боже, који душе нам читаш) – дует Карлоса и Позе (I чин)
- Nei giardin del bello (У прелепом врту) – Еболина арија (II чин)
- Non pianger, mia compagna (Не плачи, моје драго дете) – Елизабетина арија (II чин)
- Ella gammai m'amò (Никада ме није волела) – арија краља Филипа (III чин)
- Son io dinanzi il Re? (Да ли сам у присуству краља?) – дует краља Филипа и Великог Инквизитора (III чин)
- O don fatale, o don crudel (О окрутни, клети дару) – Еболина арија (III чин)
- Per me giunto il dì supremo (Одусдни дан мени већ стиже) – Позина арија (IV чин)
- O Carlo, ascolta (О Карло, чуј ме ти) – Позина смрт (IV чин)
- Tu che le vanità conoscesti del mondo (Ти, који света таштину позна) – Елизабетина арија (V чин)